# Шуино
Шуино — деревня Николо-Эдомского сельского округа Артемьевского сельского поселения Тутаевского района Ярославской области.
Деревня находится на юге сельского поселения, непосредственно примыкая с севера к железной дороге Ярославль — Рыбинск. Железнодорожная станция Ваулово и одноимённый посёлок при ней находятся на расстоянии около 1 км к востоку от деревни. На расстоянии около 1,5 км к северу от Шуино стоит деревня Осташево, наиболее крупный населённый пункт в окрестности. К югу от Шуино с другой стороны железной дороги находится уже Большесельский район.
Деревня Шуина указана на плане Генерального межевания Борисоглебского уезда 1792 года. В 1825 Борисоглебский уезд был объединён с Романовским уездом. По сведениям 1859 года деревня относилась к Романово-Борисоглебскому уезду.
На 1 января 2007 года в деревне Шуино не числилось постоянных жителей. По карте 1975 г. в деревне жило 4 человека. На почтовых сайтах указывается, что деревня обслуживается почтовым отделением Тутаев-2, что является явной ошибкой, так как это почтовое отделение работает на другом берегу Волги.